# Dermoquelídeos
Dermoquelídeos (Dermochelyidae) é uma família de tartarugas que possui sete gêneros extintos e um gênero existente, incluindo a maior espécie de tartaruga marinha viva.

## Classificação de gêneros conhecidos
A lista abaixo apresenta as espécies conhecidas pertencentes à família dermochelyid conforme publicado por Hirayama and Tong em 2003, exceto quando discriminado.
- †Arabemys crassiscutata
- †Corsochelys haliniches
- †Eosphargis breineri
- †Mesodermochelys undulatus
- †Ocepechelon bouyai[4]
- Subfamily Dermochelyinae[5]
  - †Cosmochelys
  - Dermochelys coriacea – Tartaruga-de-couro[5]

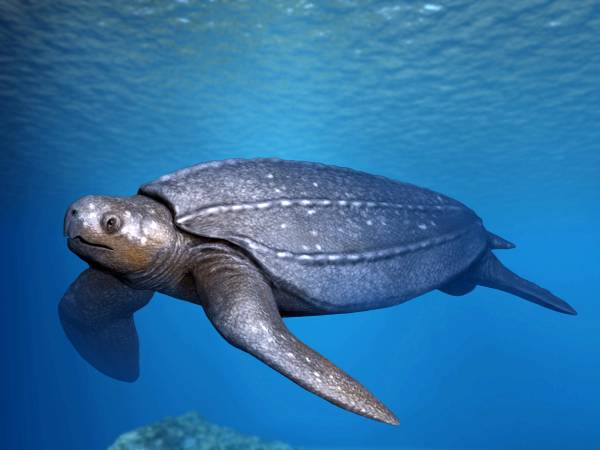
Psephophorus terrypratchetti - Reconstrução hipotética

  - †Psephophorus